# Best Of (альбом Vanilla Ninja)
Best Of — музичний альбом гурту Vanilla Ninja. Виданий у грудні 2005 року лейблом Bros Records. Загальна тривалість композицій становить 68:38. Альбом відносять до напрямку поп-рок.

## Список пісень
1. Tough enough
2. Don't go too fast
3. When the indians cry
4. Blue tattoo
5. Cool vibes
6. My puzzle of dreams
7. Never gotta know
8. Traces of sadness
9. Liar
10. Don't you realize
11. Corner of my mind
12. I know
13. Destroyed by you
14. Tough enough [розширена версія]
15. Blue tattoo [розширена версія]
16. Megamix [розширена версія]

## Чарти
| Чарт (2005)                                  | Позиція |
| -------------------------------------------- | ------- |
| Швейцарія Swiss Albums (Schweizer Hitparade) | 70      |